# Woodland

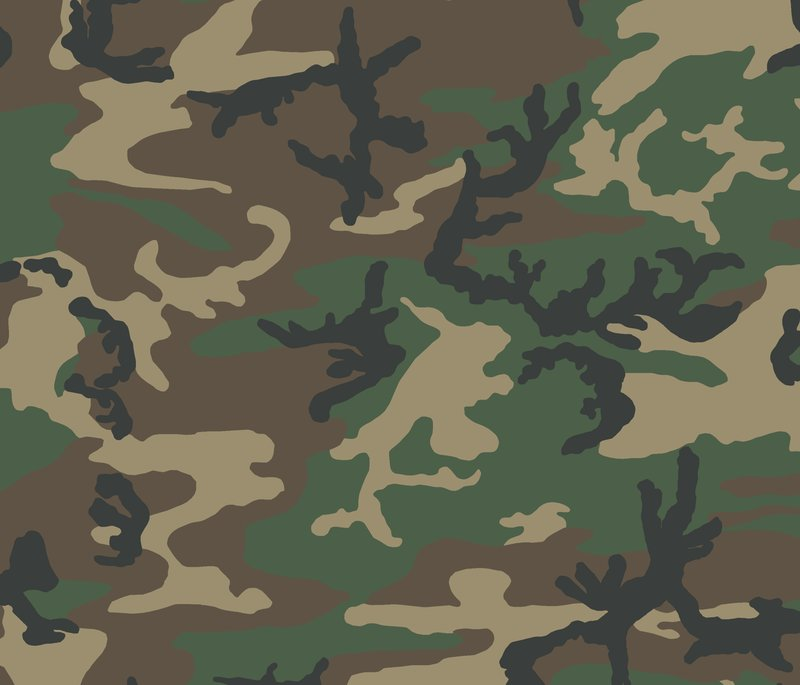
Камуфляж Woodland

Woodland — стандартный камуфляжный рисунок, применявшийся Вооружёнными силами США с 1978 года, с комплектом формы Battle Dress Uniform (BDU), до его замены в середине 2000-х годов. Это четырёхцветный контрастный деформирующий рисунок с нерегулярными пятнами песочного, коричневого, зелёного и чёрного цветов. Он также неофициально известен под разговорным прозвищем «M81»,, хотя этот термин не использовался военными США.

## История
Рисунок Woodland базировался на применявшемся во Вьетнаме камуфляже ERDL, но при этом, в отличие от оригинала, рисунок его был несколько крупнее. Рисунок Вудленда был увеличен, а границы пятен были перерисованы, чтобы сделать их менее регулярными. Часть раннего рисунка была оставлена с более поздним вариантом, потому что увеличение делало его слишком большим, из-за чего он не укладывался на ширину рулона ткани. Рисунок не повторяется горизонтально по ширине рулона, но только по вертикали вдоль его длины.
Эффект увеличения рисунка состоял в том, чтобы сделать рисунок более заметным на расстоянии, избегая «болтанки», когда более мелкие пятна смешиваются в большие «кляксы». Это также придавало рисунку более высокий контраст, благодаря чему он выделялся более резко на близких расстояниях, что снижало эффект камуфляжа. Шаблоны камуфляжа Digital и Flecktarn решают эту проблему, используя диапазон размеров пятен, чтобы дать одинаковый эффект незаметности независимо от расстояния.
Эти изменения отразило сдвиг в тактической ориентации вооружённых сил Соединённых Штатов от войны на крайне близкой дистанции во Вьетнаме до более дальних дистанций на полях Европы.

## Применение

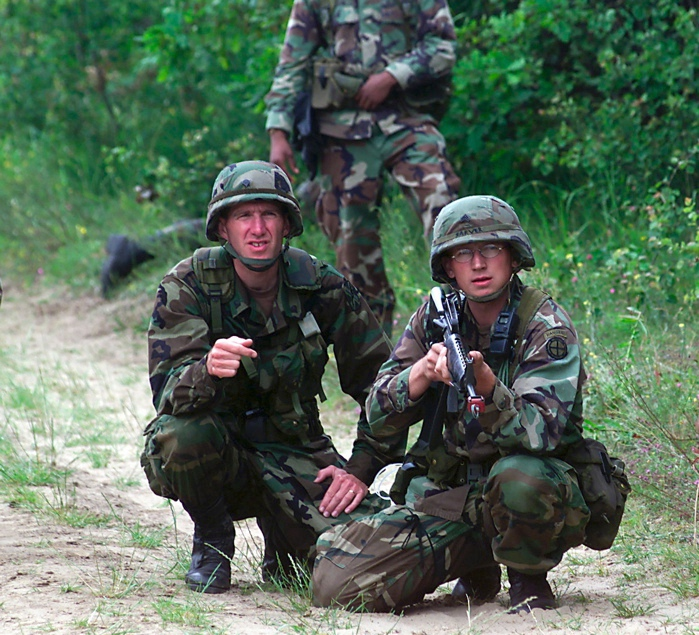
Солдаты Национальной гвардии США на учениях в форме BDU с расцветкой Woodland и в шлемах PASGT, 2000 год

### Армия США
В армии США форма типа BDU в расцветке Woodland была заменена цифровым универсальным камуфляжем (UCP) с введённой в 2004 году формой ACU. Сам UCP заменяется расцветкой OCP (Operational Camouflage Pattern), процесс замены которого планируется завершить в 2019 году.

### ВМС США
Военно-морской флот США сохраняет комплекты Woodland для конкретных подразделений и организаций, таких как SEAL и SWCC, которые в настоящее время являются основными пользователями этой униформы. Моряки в 2000-х были получили новую форму типа NWU (Navy Working Uniform).

### Морская Пехота США
В 2002 году Корпус морской пехоты поэтапно вывел из употребления камуфляж Woodland с внедрением в 2002 году комплекта униформы Marine Corps Combat Utility Uniform в цифровой расцветке MARPAT, хотя в 2011 году она была вновь введена в распоряжение УСпН КМП США.

### ВВС США
Военно-воздушные силы перестали пользоваться формой BDU в окраске Woodland в 2011 году, когда она была заменена формой типа ABU (Airman Battle Uniform), в котором используется пиксельный паттерн камуфляжа Tiger stripe, который, в свою очередь, будет заменён Operational Camouflage Pattern (OCP) к 2021 году. Гражданский воздушный патруль (US Air Force Auxiliary) все ещё использует Woodland, хотя ныне BDU заменяется на ABU.

### Силовые структуры штатов США
Некоторые силовые структуры штатов используют рисунок Woodland с комплектами формы типа BDU.

## Страны-пользователи

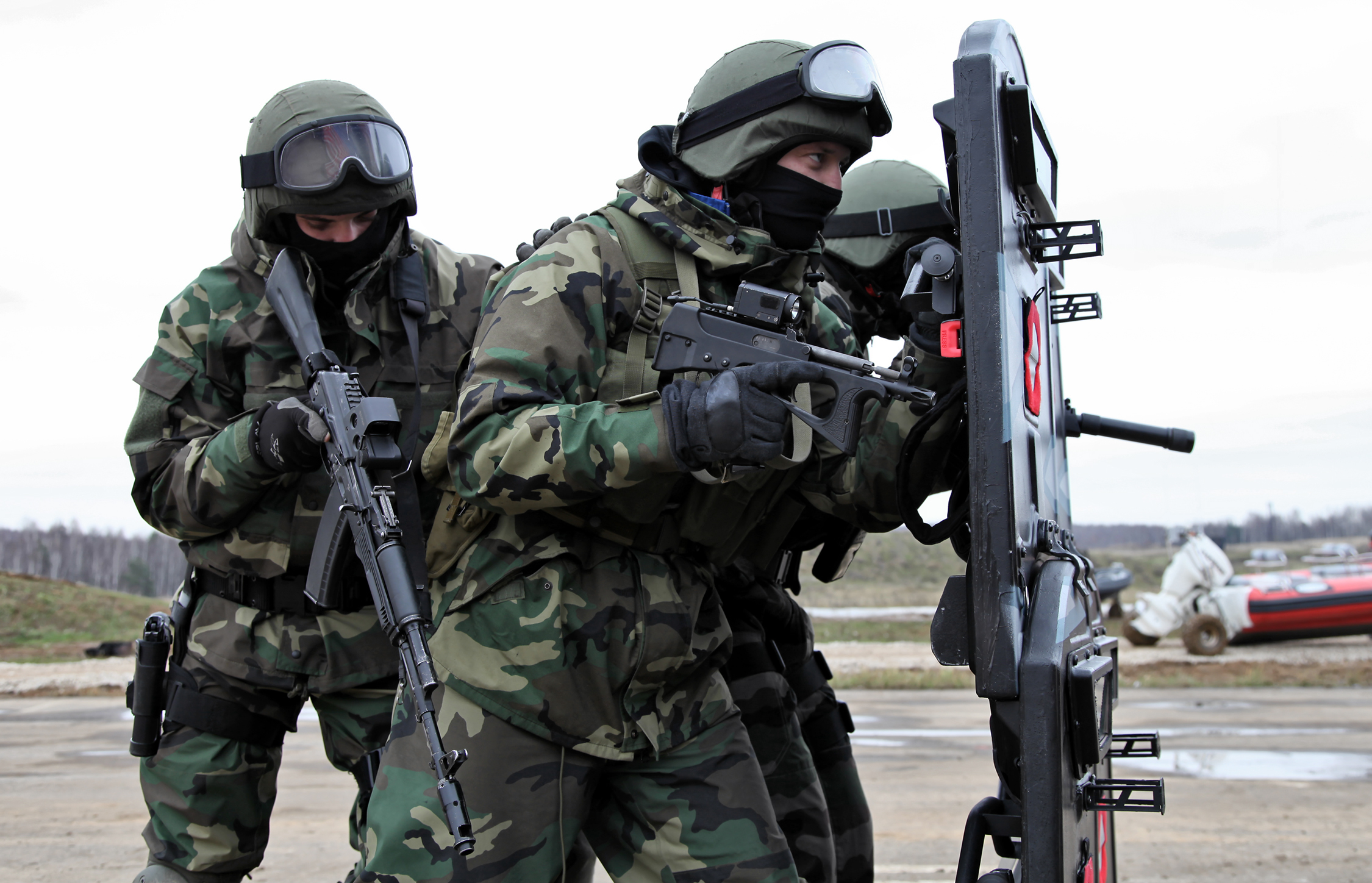
Бойцы спецназа Внутренних войск России в мембранных костюмах из комплекта ECWCS в расцветке Woodland

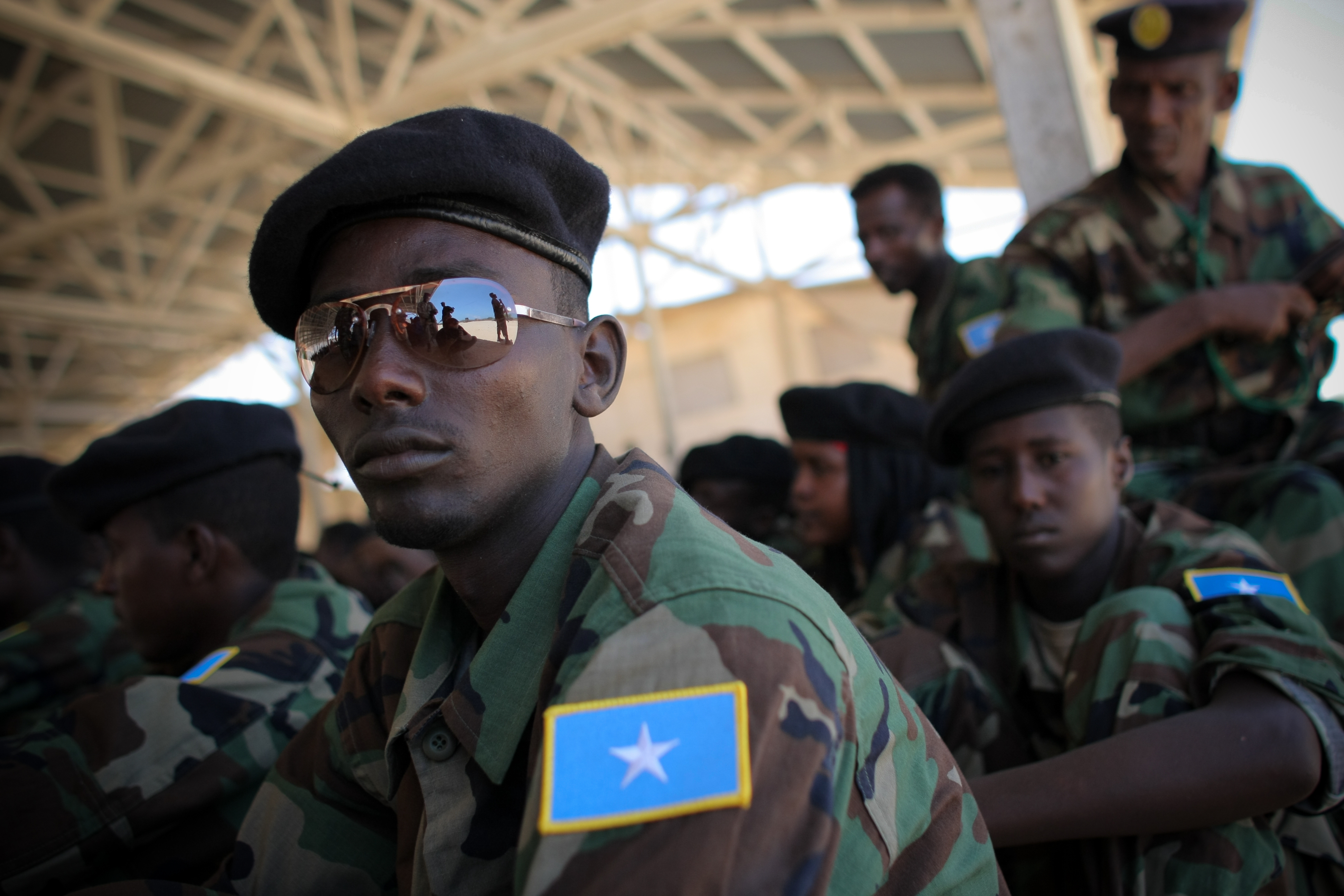
Сомалийские солдаты в Woodland, 2012

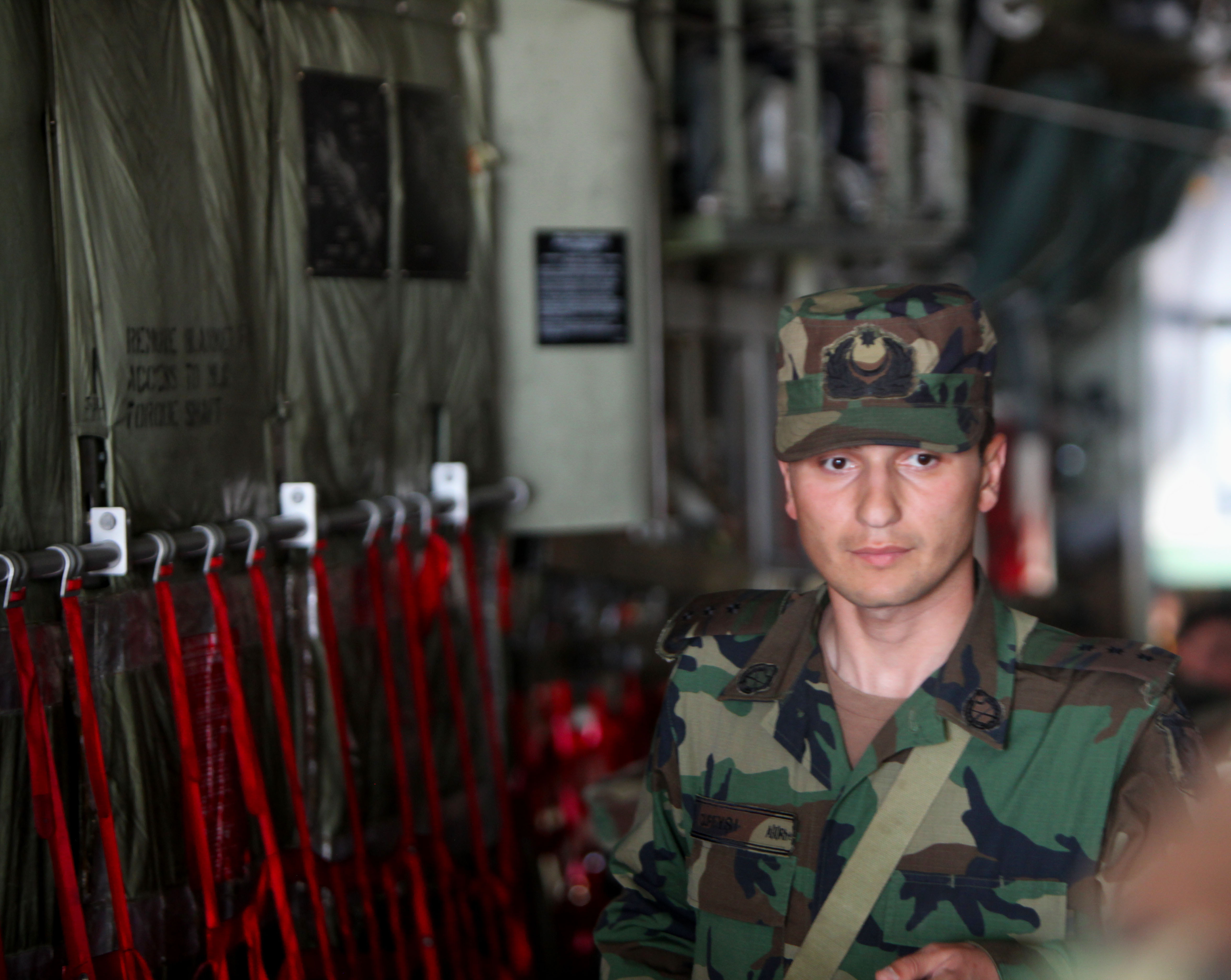
Офицер азербайджанской армии в форме с паттерном Woodland

- [11][12]
- : Был стандартным камуфляжем грузинской армии, пока не был заменён MARPAT и MultiCam.[13]
- : Используется Национальной полицией Гаити.[14]
- : Спецподразделение SDU полиции Гонконга.
- : Находился на вооружении иракских сил безопасности. Не применяется.[15][16]
- : Используется израильской армией на учениях как форма вражеских сил.[17]
- : На вооружении косовских «сил безопасности».
- : Применялся латвийской армией c 1992 по 2007, до сих пор используется Национальной Гвардией Латвии.
- : Заменён в 2017 камуфляжем Operational Camouflage Pattern
- [18]
- : Используется молдавской армией.
- : Применяется черногорским антитеррористическим спецназом.[19]
- : Использовался Королевским корпусом Морской Пехоты Нидерландов, ныне заменяется голландским фрактальным камуфляжем.[20]
- : Предположительно применяется спецназом.[21][22]
- : Применяется антитеррористическими спецподразделениями Республики Сербской[23]
- : В России производится копия под названием «Лес», ограниченно применяется МВД и другими силовыми структурами.[24][25]
- : Королевские ВВС Саудовской Аравии.
- : Использовался с 1992 по 2011, снят с вооружения из-за схожести с камуфляжем, применяемым северокорейским спецназом.[26]
- : Используется Сирийской Арабской Армией.[27]
- : Применялся Вооружёнными силами Турции. Процесс снятия с вооружения стартовал в 2008.
- : Применяется в МЧС Узбекистана.
- : Местный вариант, сделанный на базе хорватского Woodland, применялся «батальонами» «Богдан» и «Чернигов».[28][29]
- : Используется армией и ВВС.